# O Porinetia To Tatou Ai'a
O Porinetia To Tatou Ai'a (en español "Polinesia, Nuestra Tierra") fue un partido político anti-independencia polinesio francés fundado por Gaston Tong Sang el 1 de octubre de 2007 y disuelto en 2013 después de separarse de su antiguo partido, el Tahoera'a Huiraatira. Tuvo seis miembros en la asamblea de la Polinesia Francesa, todos exmiembros de Taheora'a Huiraatira.
Presentó una lista conjunta llamada "A Tātou‘ Ai‘a "(Patria para todos nosotros) junto con otros partidos autonomistas en las elecciones de enero de 2008.